# Villiers-le-Bâcle
Villiers-le-Bâcle – miejscowość i gmina we Francji, w regionie Île-de-France, w departamencie Essonne.
Według danych na rok 1990 gminę zamieszkiwały 953 osoby, a gęstość zaludnienia wynosiła 158 osób/km² (wśród 1287 gmin regionu Île-de-France Villiers-le-Bâcle plasuje się na 639. miejscu pod względem liczby ludności, natomiast pod względem powierzchni na miejscu 610.).